# آنتونیو نیوبو
آنتونیو نیوبو (به اسپانیایی: Antonio Niubó) (زاده ۱۲ مارس ۱۹۴۸) کارآفرین، اقتصاددان و مدیر ارشد اجرایی اسپانیایی است، که در حال حاضر به‌عنوان مدیر عامل شرکت نفتی رپسول فعالیت می‌نماید. وی همچنین رئیس هیئت مدیره شرکت گاز ناتورال نیز می‌باشد.